# Dactylobiotus caldarellai
Dactylobiotus caldarellai är en djurart som tillhör fylumet trögkrypare, och som beskrevs av Giovanni Pilato och Maria Grazia Binda 1995. Dactylobiotus caldarellai ingår i släktet Dactylobiotus och familjen Macrobiotidae. Inga underarter finns listade i Catalogue of Life.